# Megfázás

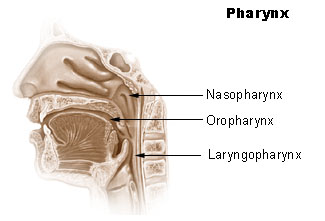
Az orrüreg általában a fertőzés központja

A megfázás, meghűlés vagy nátha, hivatalosan: heveny orr-garat gyulladás (más néven: rhinitis acuta, rhinopharyngitis, heveny rhinitis, hűléses hurut, catarrhus, akut légzőrendszeri betegség) a felső légutak vírusos fertőzése, amely elsősorban az orr, a torok nyálkahártyáját támadja, de a tüdőben is megjelenhet. A meghűlésnek nincs pontos tudományos és orvosi definíciója (a hideghez viszont csak annyi köze van, hogy a kórokozók szezonálisan télen aktívabbak). Leggyakoribb kórokozója a rhinovírus, de kétszáznál is többféle vírus okozhatja és néha bakteriális fertőzés is súlyosbíthatja a tüneteket. A meghűlést gyakran összetévesztik a sokkal súlyosabb influenzával, amely gyenge immunrendszerű személyeknél (például újszülötteknél vagy időseknél) halálos is lehet. A megfázás a leggyakoribb fertőzéstípus az emberek körében.
Tünetei – a súlyosság és kiterjedés szerint – többek között a köhögés, a torokfájás, az orrfolyás (rhinorrhea), valamint a láz. A tünetek általában hét-tíz nap után megszűnnek, némelyik azonban akár három hétig is fennállhat.
A felső légúti fertőzéseket a test leginkább érintett területei szerint kategorizálják. A meghűlés elsősorban az orrot érinti, a garatgyulladás (pharyngitis) a torkot, a orrmelléküreggyulladások (sinusitis maxillaris, frontalis, ethmoidalis, sphenoidalis) pedig a melléküregeket. A tüneteket nem a vírusok által okozott szöveti károsodások, hanem az immunrendszer fertőzésre adott válaszreakciói váltják ki.
A meghűlésre nincs gyógymód, de a tünetek kezelhetőek. A felnőttek átlagosan évente kétszer-háromszor kapnak meghűlést. A gyermekek körében az átlag hat és tizenkét meghűlés évente. A fertőzés megelőzésének elsődleges módja a gyakori kézmosás, és arra is található bizonyíték, hogy hatékony védekezési mód lehet az arcmaszk viselése.

## Tünetek
A meghűlés jellemző tünetei a köhögés, az orrfolyás, az orrdugulás, és a torokfájás. További tünetei még az izomfájdalom (myalgia), a fáradtságérzet, a fejfájás, és az étvágytalanság. A megfázástól szenvedő személyek mintegy 40%-ánál fordul elő torokfájás, körülbelül 50%-uknál jelentkezik köhögés. Az esetek mintegy felében fordul elő izomfájdalom. A láz nem gyakori tünet a felnőttek körében, csecsemők és kisgyermekek körében viszont gyakori. Az influenza által okozott köhögéshez képest a meghűlés általában enyhe köhögéssel jár. A köhögés és láz együttes jelentkezése nagyobb valószínűséggel influenzát jelez a felnőtteknél. Számos vírus létezik, amely olyan meghűlést okoz, amely nem jár tünetekkel. Az alsó légutakból felköhögött váladék (köpet) színe változó lehet: áttetsző, sárga, vagy akár zöld. A váladék színéből nem lehet következtetni arra, hogy a fertőzést baktérium vagy vírus okozta.

### Lefolyás
A meghűlés kezdetekor rendszerint fáradtságérzet, hidegérzet, borzongás, tüsszögés és fejfájás lép fel. A kezdeti tünetek közé tartozik még az orrnyálkahártya gyulladása, torokkaparás, torokfájás.
Ezeket néhány napon belül további tünetek – például orrfolyás, köhögés, fejfájás, végtagfájdalmak, néha enyhe láz – követik. A tünetek jellemzően a fertőzöttség kezdetét követő második és negyedik nap között a legsúlyosabbak, ezt követően általában megszűnnek, bár eltarthatnak akár három hétig is. A köhögés a gyermekek 35%-40%-ánál tíz napnál hosszabb ideig, és 10%-uknál 25 napon is túl tart.

## Kiváltó okok

### Vírusok

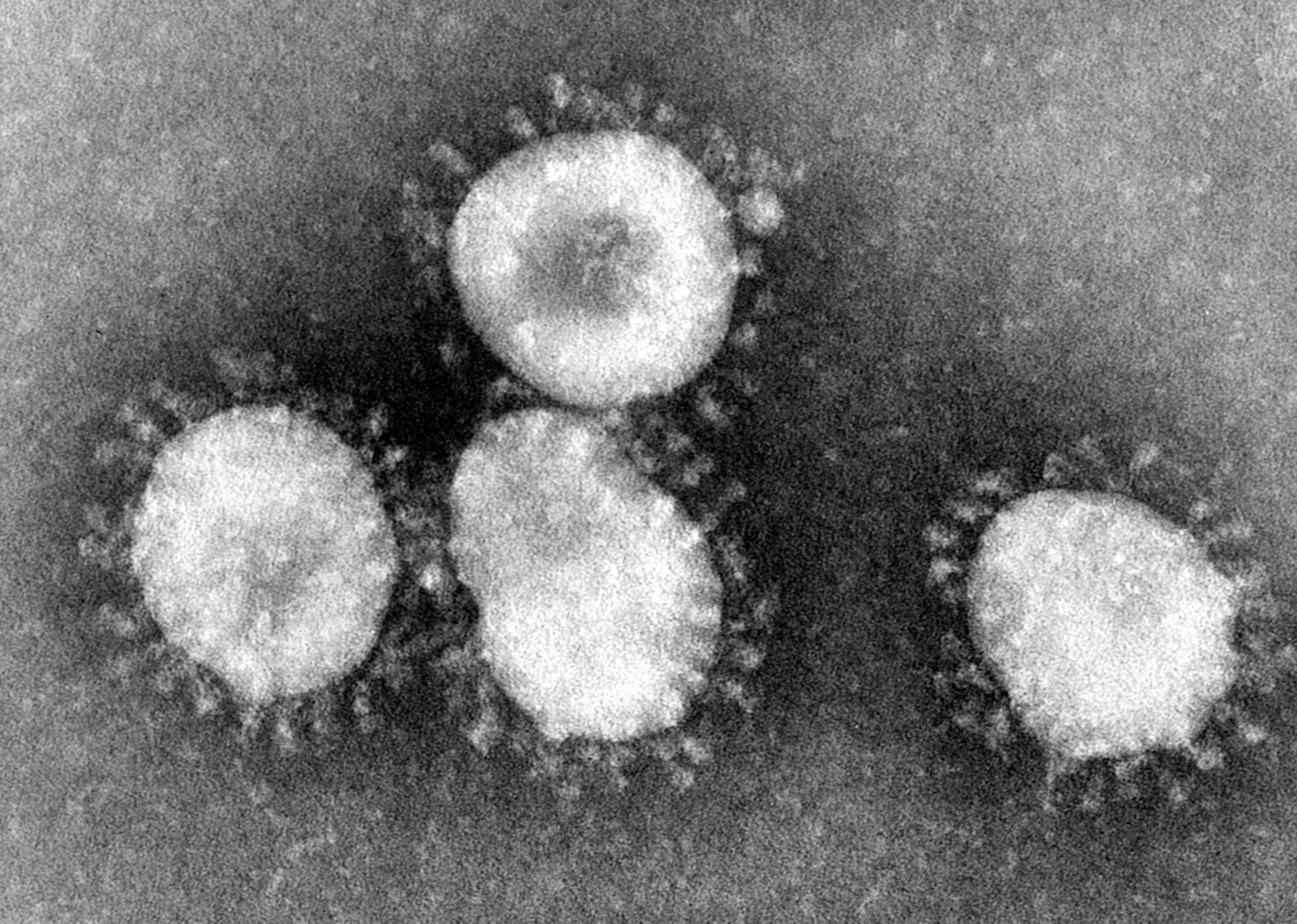
Koronavírusok a mikroszkóp alatt. Nevüket arról a korona formájú burokról kapták, amely körbeveszi a vírust

A meghűlés a felső légúti traktus vírusos fertőzése. A leggyakrabban feltételezett kórokozó a rhinovírus (az esetek 30%-80%-a), amely a Picornaviridae víruscsaládba tartozó vírus, ahol 99 vírustípust tartanak nyilván. Meghűlést okozó további vírusok: a coronavírus (10-15%), az influenzavírus (5-15%), a humán parainfluenza-vírus, a humán légzőszervi óriássejtes vírus, az adenovírusok, az enterovírusok, és a metapneumovírus. Gyakran egynél több vírus is jelen van. A meghűléses fertőzéseknél összesen kétszáznál is több vírus játszik közre.

### Terjedés
A meghűlést okozó vírusok többsége kétféle módon terjed: a vírust tartalmazó levegőben szállított cseppek belélegzése vagy szájon át történő bekerülése útján, illetve fertőzött orrváladékkal vagy fertőzött tárgyakkal való érintkezés útján. Mindeddig nem állapították meg, hogy a meghűlés továbbadásának melyik a leggyakoribb módja. A vírusok hosszú ideig életben maradnak a környezetben, ahol a kézről a szembe vagy az orrba kerülve terjesztik a fertőzést. A fertőzés terjedése gyakori a napközikben és az iskolákban, ahol sok gyenge immunitású és gyakran nem kielégítő higiénés állapotú gyermek tartózkodik zárt közösségekben. A fertőzést innen továbbviszik az otthonaikba és továbbadják a családtagjaiknak. Nincs arra bizonyíték, hogy az utasszállító repülőgépeken újracirkulált levegő a fertőzést terjesztené. A rhinovírus által okozott meghűlések a tünetek jelentkezésétől számított első három nap során a leginkább fertőzőek, ezt követően sokkal kevésbé.

### Időjárás
A hagyományos szemlélet szerint a meghűlés terjesztésében közrejátszik a hideg időjárásnak (például esőnek, télies körülményeknek) való huzamosabb idejű kitettség – a betegség innen kapta magyar (illetve angol: common cold) nevét. Ennek ellenére vitatott, hogy a test lehűlése a meghűlés rizikófaktorai közé tartozik-e. A meghűlést okozó vírusok némelyike szezonális jellegű, előfordulásuk gyakoribb hideg vagy nedves időjárási körülmények között. Ezt elsősorban azzal magyarázzák, hogy ilyenkor az emberek több időt töltenek zárt térben összezsúfolva, különösen az iskolába visszatérő gyermekek. Az is lehetséges azonban, hogy szerepet játszanak olyan légzőszervi változások, amelyek következtében az egyének fogékonyabbak a fertőzésekre. Az alacsony páratartalom kedvez a terjedésnek, mivel a szárazabb levegőben a kisméretű vírusos cseppek messzebbre jutnak és tovább maradnak életben, emellett a száraz levegő a nyálkahártyák ellenállóképességét is csökkenti. A szezonalitás és időjárásfüggőség a hideghatás jelentőségére is utalhat. Vannak, akik a stressz jelentőségét emelik ki (a hideghatás is stresszhatás!), és továbbra is kitartanak a nagyobb dózisú vitaminok jelentősége mellett

### Egyéb
Csoportimmunitás – azaz csoportos védettség egy adott fertőzés ellen – akkor alakul ki, ha a csoport korábban ki volt téve a meghűlést okozó vírusnak. Emiatt a fiatalabb generáció körében nagyobb arányban fordulnak elő légúti fertőzések, mint az idősebb korosztály körében. A gyenge immunfunkció is a betegség egyik rizikófaktora. Kialvatlanság és alultápláltság következtében is fokozottabb a fertőzés kockázata a rhinovírussal való érintkezést követően. A feltételezések szerint ezek kihatnak az immunfunkcióra.

## Patofiziológia

A meghűlés a felső légúti traktus betegségei: rhinitis, pharingitis, laryngitis, tracheobronchitis, bronchitis, pneumonia

A meghűlés tüneteiről azt tartják, hogy az leginkább a vírusra adott immunválasszal hozható összefüggésbe. Az immunválasz mechanizmusa adott vírustól függően különböző lehet. A rhinovírus például többnyire közvetlen érintkezés útján terjed. A humán ICAM-1 receptorokhoz kötődik és (eddig nem ismert módon) kiváltja a gyulladásos mediátorok (hisztamin) termelését. Ezek a gyulladásos mediátorok okozzák a tüneteket. Az orr hámszövetében általában nem következik be károsodás. Ezzel szemben a légzőszervi óriássejtes vírus (RSV) terjedhet mind közvetlen érintkezés, mind cseppfertőzés útján. Az érintkezés után a vírus az orrban és a torokban replikálódik, majd gyakran továbbterjed az alsó légúti traktusra. Az RSV károsodást okoz az orr hámszövetében. A humán parainfluenza-vírus következménye rendszerint az orr, a torok, és a légutak gyulladása. Kisgyermekeknél a légcső fertőződése kiválthatja a krupp tüneteit, a légutak kis mérete miatt.

## Diagnózis
A különféle felső légúti fertőzések között annak alapján teszünk különbséget, hogy hol jelentkeznek a nyálkahártya gyulladásos tünetei. Ha elsősorban az orrnyálkahártyán az a nátha (rhinitis), ha garatban az a garatgyulladás (pharyngitis) , a gégében a (laryngitis), míg a légcső- és hörgőgyulladás (tracheobronchitis) a légcső és a fő hörgők nyálkahártyáján jelentkezik. A meghűlést gyakran orrüreggyulladásként állapítják meg, illetve a torok különböző mértékű gyulladásaiként. A betegek gyakran önmagukat diagnosztizálják. A tényleges vírushordozó elkülönítésére ritkán kerül sor, és általában nem lehetséges a vírust a tünetek alapján beazonosítani.

### Differenciáldiagnózis
Megemlítendő, hogy az allergiás eredetű szénanátha (rhinitis alergica) lényegében hasonló tüneteket okoz. Ezt a kellemetlen kórképet azonban általában maguk a betegek is felismerik szezonális jelentkezésük (pollenallergia, különösen agresszív és vezető helyen áll a parlagfű), vagy más allergénekre (szőr, toll, poratka stb.) való reakciójuk alapján. A közönséges náthánál ez sokkal kellemetlenebb és súlyosabb lehet, mert az allergénnel való érintkezés általában nem kerülhető el, a kórkép évről évre súlyosabban jelentkezik, és akár tüdőasztmához (asthma bronchiale) vezethet. Egyre jobb antiallergiás szerek jelennek meg minden évben, amelyek már nem álmosítanak, a napi munkában így mind kevesebb gondot okoznak, de a betegség teljes gyógyítása ma még egyáltalán nem megoldott, sőt terjedőben van. Jelenleg a magyar lakosság több mint 10%-át érinti

## Megelőzés
A meghűlés megelőzésének egyetlen hatékony módja az, ha fizikailag megakadályozzuk a vírus terjedését. Ezt elsősorban rendszeres kézmosással és arcmaszk viselésével érhetjük el. Az egészségügyi intézményekben köpenyt és egyszer használatos kesztyűt is viselnek. A fertőzött egyének elkülönítése nem lehetséges, mivel a betegség túlságosan széles körben elterjedt és a tünetek nem elég egyértelműek. A védőoltás kidolgozása nehéznek bizonyul, mivel sok különböző vírus létezik és ezek igen gyorsan átalakulnak. Igen valószínűtlen tehát a széleskörűen hatékony oltóanyag kifejlesztése.
Rendszeres kézmosással visszaszorítható a meghűlést okozó vírusok terjedése, ez különösen a gyermekeknél hatékony módszer. Nem ismert, hogy a szokásos kézmosásnál használt vírusölő vagy antibakteriális hatóanyagok fokozzák-e a kézmosás hatékonyságát. Amikor fertőzött emberek közelében tartózkodunk, hasznos lehet az arcmaszk viselése, bár nincs arra bizonyíték, hogy előnyös-e nagyobb fizikai távolságot tartani a közösségekben. A cink pótlása hatékony lehet a meghűléses esetek számának csökkentésében. A rendszeres C-vitamin pótlás nem csökkenti a meghűlés kockázatát, sem lefolyása súlyosságát, bár lerövidítheti annak időtartamát.

## Kezelés

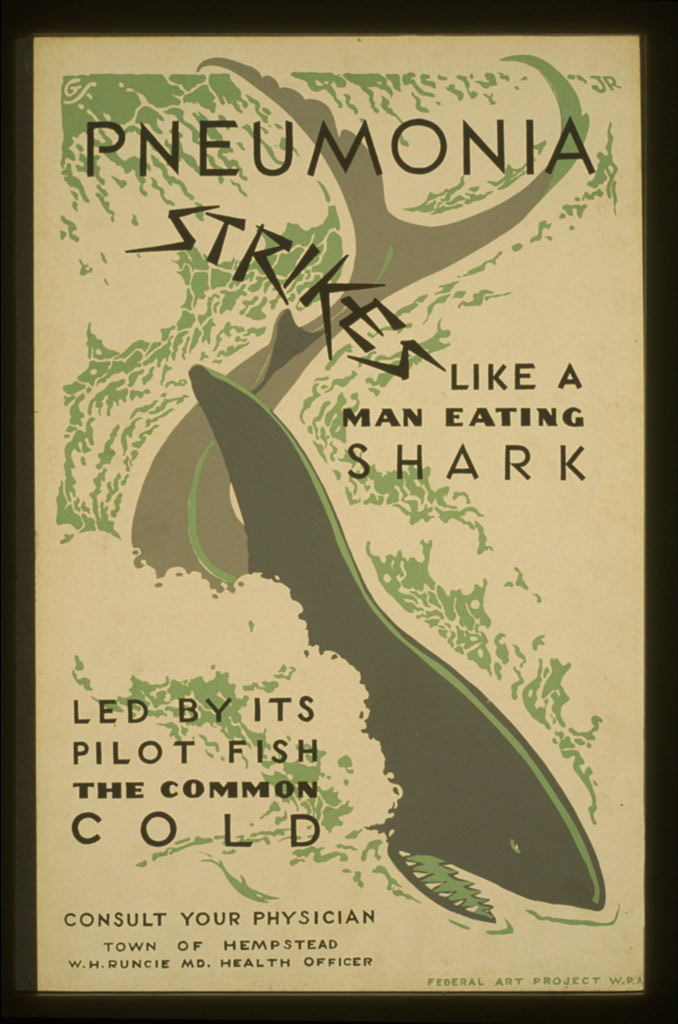
Az 1930-as évekből származó amerikai poszter, amely orvosaik felkeresésére buzdítja a megfázásban szenvedőket. Felirata: „A tüdőgyulladás úgy csap le, mint az emberevő cápa, amelyet kalauzhala, a megfázás irányít”. Ezt alátámasztja, hogy a megfázást sok esetben bakteriális fertőzés súlyosbíthatja

Petrányi Gyula a Semmelweis Orvostudományi Egyetem professor emeritusa szerint: Enyhe esetben (a gyógyítás) fölösleges. Súlyosabb esetben sem tudunk sokat tenni. Jelenleg nincs olyan gyógyszer- vagy gyógynövény-készítmény, amely bizonyítottan lerövidítené a fertőzés lefolyását. A kezelés keretében a tünetek megszüntetéséről gondoskodnak. Ezek között van a sok pihenés, a rendszeres folyadékbevitel, és a sós vizes gargarizálás. A kezelésből származó előnyök többsége a placebo hatásnak tudható be.

### Tüneti kezelés
A megfázás kezelésének fontos része a testi nyugalom, a meleg, de nem túlfűtött szobában való tartózkodás. Köhögés és orrfolyás esetén (különösen kisgyermekeknél) nagyon fontos a folyadékpótlás. Mások védelme érdekében lehetőleg nem szabad közösségbe menni és tömegközlekedési járműveken utazni. Köhögés és orrfolyás esetén (különösen kisgyermekeknél és időseknél) nagyon fontos a köhögés csillapítása, száraz köhögésnél köptető adása, és a folyadékpótlás (lehetőleg meleg tea illetve gyógytea formájában). (A köhögés egyébként azt jelzi, hogy légcső- és hörghurut (tracheobronchitis) is kialakult.) A kávé és az alkoholos italok fogyasztása ilyenkor kerülendő, mert folyadékok ugyan, de összességében vizet vonnak el a szervezettől.
A kamilla- vagy más gyógynövény-forrázatok meleg gőzeinek belégzése (inhaláció) jó hatású, mert segíti a légutak kitisztulását, javítja a nyálkahártyák vérellátását, megóvja a nyálkahártyát a kiszáradástól, így csökken a köhögési inger és a torokfájás is.
A tünetek enyhítését célzó kezelések között van az egyszerű fájdalomcsillapítók és lázcsillapítók alkalmazása, mint például az ibuprofén és az acetaminophen/paracetamol. Léteznek még acetilszalicilsav tartalmú gyógyszerek is, amelyek csökkentik a fejfájást és a lázat, ám a gyógyszeres kezelés a fent említett szerek mellékhatásain kívül azért sem ajánlatos, mert elnyomják a tüneteket, így a még lábadozó ember gyógyultnak hiheti magát, és legyengült szervezetét túlterhelve könnyen visszaeshet. Megfelelő elővigyázatosság mellett azonban alkalmazásuk – ezek ellenére – a beteg közérzetének javítására általában indokolt.
Nincs rá bizonyíték, hogy a megfázás kezelésében a köhögéscsillapítók bármivel is hatékonyabbak lennének, mint az egyszerű fájdalomcsillapítók. A köhögéscsillapítók alkalmazása gyermekeknél azért sem javasolt, mivel nincs bizonyíték sem a hatékonyságukra, sem az esetleges ártalmak kockázatára vonatkozóan. Kanadában 2009-ben betiltották a vény nélkül kapható köhögéscsillapító és meghűlés elleni szerek alkalmazását a  hatéves vagy annál fiatalabb korú gyermekeknél, kockázatok és igazolatlan előnyök feletti aggályok miatt. A dextromethorphan nevű vény nélkül kapható köhögéscsillapító gyógyszerrel való visszaélés több országban is annak tilalmához vezetett.
A köhögéscsillapítók nem az alapbetegséget gyógyítják, hanem annak egyik kellemetlen tünetét csökkentik (a köhögési reflex részleges bénításával!). Alkalmazásuk egyéni megfontolást igényel, mert egyrészt csökkentik a váladék ürülését, azaz a légutak öntisztulását, ami nemkívánatos hatás. Másrészt az erős, kínzó köhögés jobban megviselheti a beteget, mint maga az alapbetegség.
A felnőtteknél első generációs antihisztaminokkal csökkenthető az orrfolyásos tünet, azonban ezek összefüggésbe hozhatóak olyan káros mellékhatásokkal, mint például a szédülés. Más légzésjavító gyógyszerek – például a pseudoephedrin – ugyancsak hatékonyak a felnőtteknél. Az orrfolyásos tünet orrspray alkalmazásával mérsékelhető, de az orr eldugulását csak átmenetileg enyhíti. Orrspray használata csak rövidtávon javasolt (általában maximum 5 napig), mert hosszútávú alkalmazásától kiszáradhat és bedagadhat az orrnyálkahártya, és ezen kívül függőséget is okozhat.
A második generációs antihisztaminok nem bizonyulnak hatékonynak a megfázás kezelésében.
Kutatások hiányában nem ismeretes, hogy a fokozott folyadékbevitel enyhíti-e a tüneteket vagy lerövidíti-e a légzőszervi betegségek lefolyását. Hasonlóképpen kevés adat van a melegített, párásított levegőre vonatkozólag. Egy tanulmány során megállapították, hogy a mellkasi bedörzsölésre szolgáló illóolajos szerek némileg hatékonyak lehetnek az éjszakai köhögés, orrdugulás, és alvási nehézségek csillapításában.

### Antibiotikumok és vírusölők

Amerikai plakát 1942-43-ból, felirata: „A megfázás következménye a hiányzás és a kiesett termelés”. A megfázás megelőzésére felsorolt tanácsok közül azóta a legtöbbről bebizonyosodott, hogy nincs hatással a betegség kialakulására, így pl. a vitaminok szedése, melegen öltözködés, illetve az apróbetűs szövegben említett védőoltás

Az antibiotikumok hatástalanok a vírusos fertőzésekkel szemben, így a meghűlést okozó vírusok ellen sem hatékonyak. Káros mellékhatásaik ellenére az orvosok gyakran írnak fel antibiotikumokat. Ennek több oka is van: a legtöbb beteg elvárja az antibiotikumos kezelést, az orvosok szeretnének valamit tenni a meghűlés kezelése és a másodlagos fertőzések elkerülése érdekében, és nem zárható ki, hogy a fertőzés egyes szövődményei megelőzhetőek az antibiotikumokkal. A meghűlés kezelésére jelenleg nincsenek hatékony vírusölő gyógyszerek, bár a kezdeti kutatások már hoztak némi eredményt.

### Alternatív gyógymódok
Bár sokféle alternatív gyógymódot alkalmaznak a meghűlés kezelésére, legtöbbjük hatékonyságára nincs elegendő tudományos bizonyíték. 2010-ig a méz vagy az orrmelléküregek öblítése hatékonyságának sem igazolására, sem cáfolására nem állt rendelkezésre elegendő bizonyíték. Utóbbi egyébként is csak az adott melléküreg gyulladása esetén indokolt. A cink pótlásával csökkenthető a tünetek súlyossága és időtartama, ha a tünetek jelentkezésétől számított 24 órán belül adminisztráljuk. Kiterjedt kutatások megállapításai szerint a C-vitamin meghűlésre kifejtett hatása csalódást keltő. A kasvirág (echinacea) hatékonyságáról eltérőek a tapasztalatok. A kasvirág különféle változataiból nyert készítmények hatásossága változó lehet. A fahéjnak pedig antivirális és antibakteriális hatása is van, így esetlegesen használható a megfázás esetében is.

## Kilátások
A meghűlés általában enyhe lefolyású, a tünetek többsége rendszerint egy héten belül mérséklődik és a meghűlés magától elmúlik. Súlyosabb szövődmények általában a nagyon idős, az egészen fiatal, és a legyengült immunrendszerű betegeknél lépnek csak fel. Előfordulhat másodlagos bakteriális fertőzés és ennek következményeként arcüreggyulladás (sinusitis maxillaris) garatgyulladás (pharyngitis) vagy középfülgyulladás (otitis media) lép fel. Becslések szerint arcüreggyulladás a megfázásos esetek 8%-ában, fülgyulladás az esetek 30%-ában lép fel.

## Valószínűség
A meghűlés a leggyakoribb emberi betegség és az egész világon mindenkit érinthet. A felnőttek átlagosan évente két-öt alkalommal fertőződnek meg. A gyermekek évente hat-tíz alkalommal (az iskolás gyermekek pedig akár tizenkétszer is) kaphatnak meghűlést. A tünetekkel kísért fertőzések előfordulási aránya magasabb az idősek körében, gyengülő immunrendszerük miatt.

## Történet

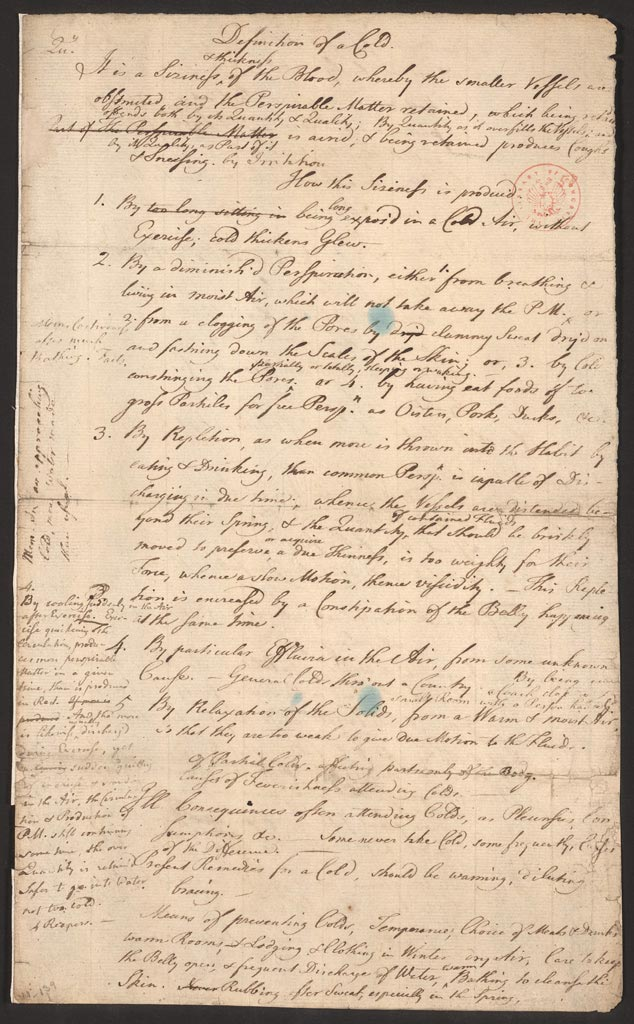
Definition of a Cold. Benjamin Franklin írása a megfázásról

Habár a meghűlés kiváltó okát csak az 1950-es évek óta határozzák meg, a betegség már az ősidők óta kíséri az emberiséget. Tüneteiről és kezeléséről a legrégebbi orvosi szöveg, az egyiptomi Ebers-papirusz is beszámol, amelyet i. e. 1550 körül írtak. A „meghűlés” elnevezést a XVI. században kezdték használni, mivel a tünetei hasonlóak azokhoz, amelyeket hideg időjárás miatt tapasztalhatunk.
Az Egyesült Királyságban a Medical Research Council (orvosi kutatások tanácsa) 1946-ban létrehozta a Common Cold Unit (CCU) nevű, meghűlésekkel foglalkozó ügyosztályt, ahol 1956-ban felfedezték a rhinovírust. Az 1970-es években a CCU kimutatta, hogy a rhinovírusos fertőzés lappangási időszakában alkalmazott interferon némi védettséget nyújtott a betegség ellen. A gyógymódot nem sikerült a gyakorlatban kidolgozni. Az ügyosztályt 1989-ben bezárták, két évvel az után, hogy befejezték a kutatást a cink-glukonát tabletta alkalmazásáról a rhinovírusos meghűlés megelőzésére és gyógyítására. A CCU történetében a cink volt az általuk kidolgozottak között az egyetlen sikeres gyógymód.

## Gazdasági kihatások
A meghűlés gazdasági hatásaival a világ nagy részén kevéssé vannak tisztában. Az Egyesült Államokban meghűlés miatt évente 75–100 millió ember fordul orvoshoz. Ez óvatos becslések szerint mintegy 7,7 milliárd dolláros kiadást jelent évente. Az amerikaiak évente 2,9 milliárd dollárt költenek vény nélkül kapható gyógyszerekre és további 400 millió dollárt vényre kapható, a tüneteket megszüntető gyógyszerekre. Az orvoshoz forduló emberek több mint egyharmadának írnak fel antibiotikumokat, amelyek gyakori mellékhatása a szerzett antibiotikum-rezisztencia. Becslések szerint megfázás miatt évente 22 millió és 189 millió közé tehető az iskolai mulasztott napok száma. Ebből kifolyólag a szülők 126 millió munkanapot mulasztottak, hogy otthon maradhassanak a gyermeküket ápolni. Ha ezt hozzáadjuk a dolgozók megfázása miatti 150 millió mulasztott munkanaphoz, a meghűlés összevont gazdasági következménye csak az Egyesült Államokban meghaladja a 20 milliárd dollárt évente. A meghűlés miatt kiesett munkaidő az összes kieső munkanapok 40%-át teszi ki.

## Kutatás
A meghűlés kezelésében való hatékonyság tekintetében több vírusölő szer vizsgálatát is elvégezték, de 2009-ig még egyikük sem bizonyult hatékonynak és így egyik sem került engedélyezésre. Folyik a pleconaril elnevezésű vírusölő szer klinikai vizsgálata, és az eddigi eredmények reményt keltőek a picornavírusok elleni védekezésben. Ugyancsak folynak a BTA-798 vizsgálatai. A szájon át adott pleconaril kapcsán biztonsági kérdések merültek fel, az aeroszolos kiszerelést tanulmányozzák.
A University of Maryland, College Park és a University of Wisconsin–Madison kutatói elkészítették a meghűlést okozó összes ismert vírus-genom genetikai térképét.

## Fordítás
Ez a szócikk részben vagy egészben  a   Common cold című egyszerűsített angol Wikipédia-szócikk ezen változatának fordításán alapul.  Az eredeti cikk szerkesztőit annak laptörténete sorolja fel. Ez a jelzés csupán a megfogalmazás eredetét és a szerzői jogokat jelzi, nem szolgál a cikkben szereplő információk forrásmegjelöléseként.